# Union des forces républicaines (Guinée)
Pour les articles homonymes, voir Union des forces républicaines.
L'Union des forces républicaines (UFR) est un parti politique guinéen créé en 1992.

## Historique
Créé en 1992, il se réclame du libéralisme.
Il arrive troisième aux élections présidentielles de 2010 et 2015 et aux élections législatives de 2013.
Le parti est présidé par Sidya Touré, qui est Premier ministre sous Lansana Conté.
En mars 2025, l'UFR est suspendu pendant 3 mois par le Comité national du rassemblement pour le développement, la junte au pouvoir.